# Irena Martínková
Irena Martínková (* 19. září 1986) je bývalá česká fotbalistka, záložnice. Hrála za českou reprezentaci, za kterou odehrála 76 zápasů a vstřelila 12 gólů. Většinu své kariéry strávila ve Spartě Praha, mimo Česko hrála ve Švédsku. Je starší sestrou Lucie Martínkové, jsou dvojčata.
Hrála také za reprezentace do 17 a 19 let.